# Wurstersatz
Als Wurstersatz bezeichnet man verschiedene Ersatzlebensmittel in Wurstform aus verschiedenen Teigen. Dies entspricht dem Verständnis von Wurst als „Etwas, was wie eine Wurst aussieht, die Form einer länglichen Rolle hat.“ Demgegenüber steht das Verständnis von Wurst als Nahrungsmittel aus zerkleinertem Fleisch (mit Innereien, Blut und Gewürzen).

## Beschreibung im Deutschen Lebensmittelbuch
Die Herstellung veganer oder vegetarischer Wurst erfolgt so, dass eine Ähnlichkeit mit dem in Bezug genommenen Lebensmittel tierischen Ursprungs erreicht wird. Dabei werden Zutaten oder Stoffe tierischen Ursprungs nicht verwendet oder durch solche nichttierischen Ursprungs ersetzt. Dies sind:
- Ersatz von charakteristischen Zutaten tierischen Ursprungs (z. B. statt Fleisch Verwendung von Sojaeiweiß; statt Ei Verwendung von pflanzlichem Lecithin).
- Ersatz oder Nichtverwendung von sonstigen Zutaten tierischen Ursprungs (z. B. statt Gelatine Verwendung von Agar-Agar als Verdickungsmittel).
- Ersatz oder Nichtverwendung von nicht kennzeichnungspflichtigen Stoffen tierischen Ursprungs (z. B. Verarbeitungshilfsstoffe, Trägerstoffe).

Bei der Herstellung von vegetarischer Wurst werden Zutaten oder Stoffe tierischen Ursprungs nicht verwendet oder nur durch solche tierischen Ursprungs ersetzt, die dem Verständnis von Vegetarismus entsprechen:
- Ersatz von charakteristischen Zutaten tierischen Ursprungs (z. B. statt Fleisch Verwendung von Milch-, Hühnerei- oder Pflanzeneiweiß).
- Ersatz oder Nichtverwendung von sonstigen Zutaten tierischen Ursprungs (z. B. statt Schmalz Verwendung von Butter oder pflanzlichem Öl zum Braten).
- Ersatz oder Nichtverwendung von nicht kennzeichnungspflichtigen Stoffen tierischen Ursprungs (z. B. Verarbeitungshilfsstoffe, Trägerstoffe).

Bezeichnungen für spezifische Wurstwaren (z. B. Lyoner, Salami, Leberwurst) sind für vegane und vegetarische Lebensmittel nicht üblich. Hinweise auf diese Lebensmittel werden allenfalls zur näheren Beschreibung für vegane und vegetarische Lebensmittel verwendet, soweit eine hinreichende sensorische Ähnlichkeit zum in Bezug genommenen Lebensmittel tierischen Ursprungs besteht, insbesondere in Aussehen, Geruch, Geschmack und Konsistenz. Solche Produkte werden z. B. als „vegetarische Seitan-Wurst Typ Lyoner“, „vegane Tofu-Wurst nach Salami-Art“, „vegetarische Soja-Streichwurst mit Leberwurstgeschmack“ bezeichnet. Anlehnungen der Bezeichnungen für vegane und vegetarische Lebensmittel
an Bezeichnungen für Kategorien von Wurstwaren (z. B. Streichwurst, Bratwurst) sind üblich, soweit eine hinreichende sensorische Ähnlichkeit zum in Bezug genommenen Lebensmittel tierischen Ursprungs besteht, insbesondere in Aussehen und Mundgefühl. Solche Produkte werden z. B. als „vegetarische Lupinen-Bratwurst“ oder „vegane Sojawürstchen“ bezeichnet.

### Vegane Wurst
Als Lebensmittel gilt für diese, dass sie keine Erzeugnisse tierischen Ursprungs sind und bei ihnen bei allen Produktions- und Verarbeitungsstufen keine Zutaten (einschließlich Zusatzstoffe, Trägerstoffe, Aromen und Enzyme) oder Verarbeitungshilfsstoffe oder Nichtlebensmittelzusatzstoffe, die auf dieselbe Weise und zu demselben Zweck wie Verarbeitungshilfsstoffe verwendet werden, die tierischen Ursprungs sind, in verarbeiteter oder unverarbeiteter Form zugesetzt oder verwendet worden sind. Mikroorganismen (Bakterien, Hefen und Pilze) sind nichttierischen Ursprungs und werden gegebenenfalls auch in Wurst verwendet, die als „vegan“ bezeichnet wird.

### Vegetarische Wurst
Vegetarische Wurst sind Lebensmittel, welche die Anforderungen an vegane Lebensmittel erfüllen, bei deren Produktion jedoch abweichend davon Milch, Kolostrum, Eier, Bienenhonig, Bienenwachs, Propolis oder Wollfett aus von lebenden Schafen gewonnener Wolle oder deren Bestandteile, beziehungsweise daraus gewonnene Erzeugnisse zugesetzt oder verwendet worden sein können.